# Marien biotoxine

Saxitoxine, een marien biotoxine.

Mariene biotoxinen zijn natuurlijke toxinen die voornamelijk geproduceerd worden door algen en fytoplankton. Toxinen geproduceerd door microscopische algen of dinoflagellaten worden fycotoxinen genoemd.

## Soorten
Naargelang de chemische structuur worden acht groepen van mariene biotoxinen onderscheiden:
- de azaspiracide-groep (AZA)
- de brevetoxine-groep (BTX)
- de cyclische imines
- de domoïnezuur-groep (DA)
- de okadazuur-groep (OA)
- de pectenotoxine-groep (PTX)
- de saxitoxine-groep (STX)
- de yessotoxine-groep (YTX)

Ook de palytoxinen (PlTX) en ciguatoxinen (CTX) kunnen tot de mariene biotoxinen gerekend worden.

## Toxicologie en veiligheid
Een aantal van deze toxinen kan zich ophopen in de middendarmklier of hepatopancreas van tweekleppige weekdieren zoals oesters en mosselen die zich voeden met plankton, en vormt een  gezondheidsrisico voor mensen die dergelijke besmette weekdieren eten. De toxinen kunnen ziekten van het maag-darmkanaal of neurotoxische ziekten veroorzaken. Toxinen uit de AZA-groep veroorzaken azaspiracid shellfish poisoning (AZP). Toxinen uit de STX-groep veroorzaken paralytic shellfish poisoning (PSP). DA veroorzaakt amnesic shellfish poisoning (ASP). Toxinen uit de OA-groep veroorzaken diarrhoeic shellfish poisoning (DSP). Brevetoxinen veroorzaken neurotoxic shellfish poisoning (NSP).
Ciguatoxinen komen via vissen in de voedselketen en veroorzaken ciguatera. 
Er zijn maximumgehalten vastgesteld voor mariene biotoxinen in weekdieren voor menselijke consumptie; bijvoorbeeld 20 milligram saxitoxine per kilogram.